# Jan Karcz
Jan Karcz (ur. 16 października 1892 w Modlnicy, zm. 25 stycznia 1943 w KL Auschwitz) – pułkownik dyplomowany kawalerii Wojska Polskiego, kawaler Orderu Virtuti Militari.

## Życiorys

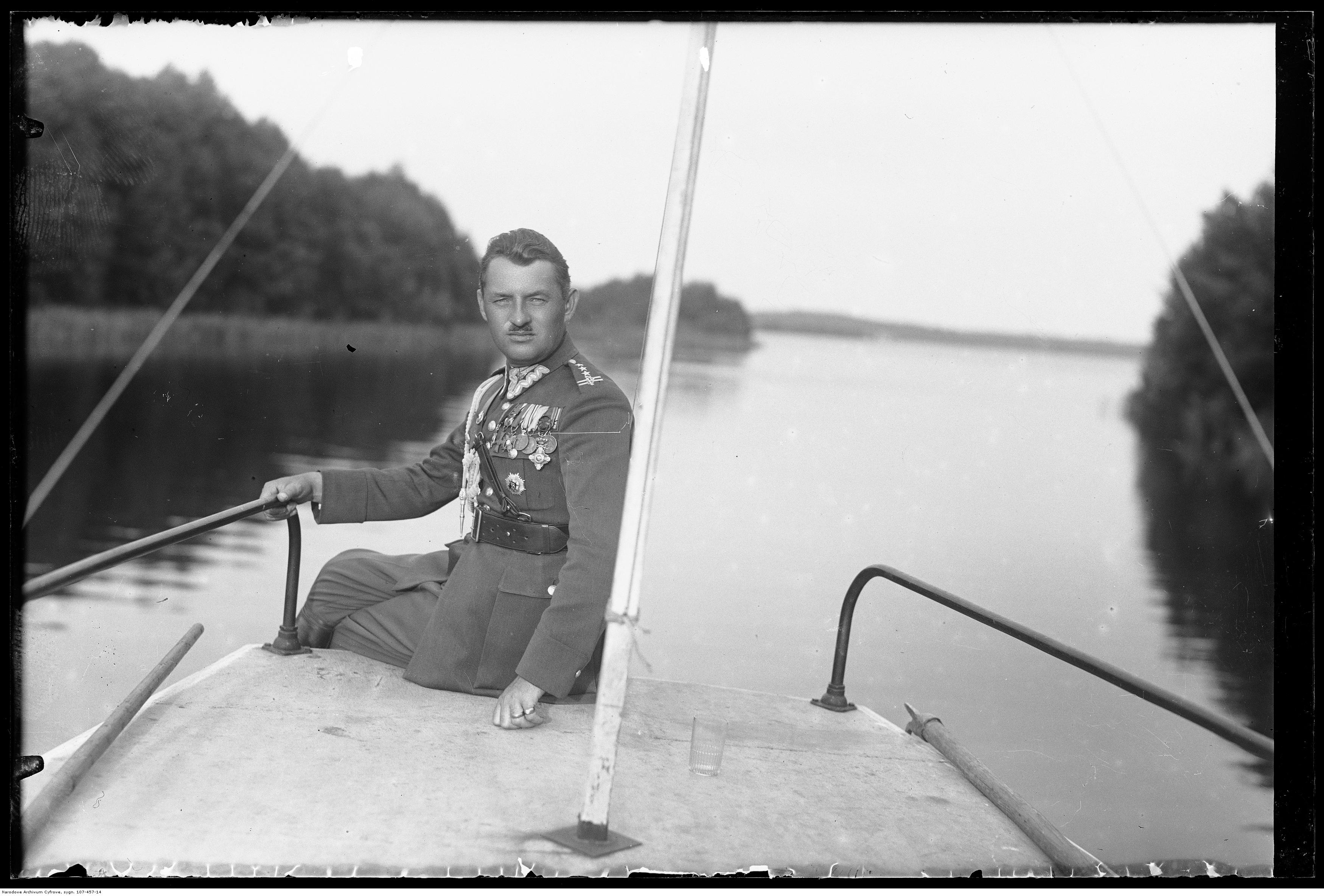
Jan Karcz w okolicach Augustowa

Był synem Bartłomieja, rolnika, i Marianny z Wojdyłów. W 1912 po zdaniu matury w Krakowie podjął studia na wydziale budowy dróg i mostów Politechniki Lwowskiej (5 semestrów). Ukończył Oficerską Szkołę Saperów dla jednorocznych ochotników.
W 1914 został zmobilizowany do Armii Austro-Węgier. Po ukończeniu oficerskiej szkoły saperów w Krems, jako chorąży, a następnie podporucznik saperów, walczył na froncie serbskim i włoskim. W październiku 1918 roku urlopowany w celu dokończenia studiów.
Do Wojska Polskiego wstąpił w listopadzie 1918. Będąc porucznikiem, brał najpierw udział w obronie Lwowa, po czym został dowódcą szwadronu technicznego 7 pułku Ułanów Lubelskich (do lutego 1919). Od lutego 1919 do września 1921 dowodził szwadronem w 7 puł., walcząc w wojnie polsko-sowieckiej. 30 czerwca 1921 został odznaczony za męstwo na polu walki  Krzyżem Srebrnym Orderu Wojskowego Virtuti Militari oraz czterokrotnie Krzyżem Walecznych.
Od września 1921 do lipca 1922 przebywał na kursie dowódców szwadronów w Centralnej Szkole Kawalerii w Grudziądzu, po ukończeniu, którego został dowódcą szwadronu zapasowego, a następnie zastępcą dowódcy 1 pułku szwoleżerów Józefa Piłsudskiego. W listopadzie 1925 powierzono mu funkcję referenta w Departamencie Kawalerii Ministerstwa Spraw Wojskowych. W latach 1926–1928 był słuchaczem Kursu Normalnego Wyższej Szkoły Wojennej w Warszawie. Z dniem 31 października 1928, po ukończeniu kursu i uzyskaniu dyplomu naukowego oficera Sztabu Generalnego, otrzymał przydział służbowy do 1 p.sz. na stanowisko dowódcy. W październiku 1931 został szefem Departamentu Kawalerii Ministerstwa Spraw Wojskowych w Warszawie. W kwietniu 1937 objął dowództwo Mazowieckiej Brygady Kawalerii.
W kampanii wrześniowej 1939 roku Mazowiecka Brygada Kawalerii pod jego dowództwem toczyła zacięte opóźniające i odwrotowe walki z Niemcami. Działając w składzie Armii „Modlin”, stanowiła prawe skrzydło obrony Mławy, walcząc w okolicy Krzynowłogi Małej i Chorzel, a także pod Przasnyszem, Pułtuskiem i Wyszkowem. Swój wrześniowy szlak bojowy zakończyła 24 września pod Góreckiem Starym, gdzie została rozbita po krwawym i zaciętym boju i następnie rozwiązana.
Brał czynny udział w działalności sportowej i społecznej. Pełnił obowiązki przewodniczącego Komisji Technicznej Towarzystwa Międzynarodowych i Krajowych Zawodów Konnych w Polsce. Za działalność społeczną został odznaczony Krzyżem Oficerskim Orderu Odrodzenia Polski. Był również współautorem Zarysu historii wojennej 1 Pułku Szwoleżerów Józefa Piłsudskiego.

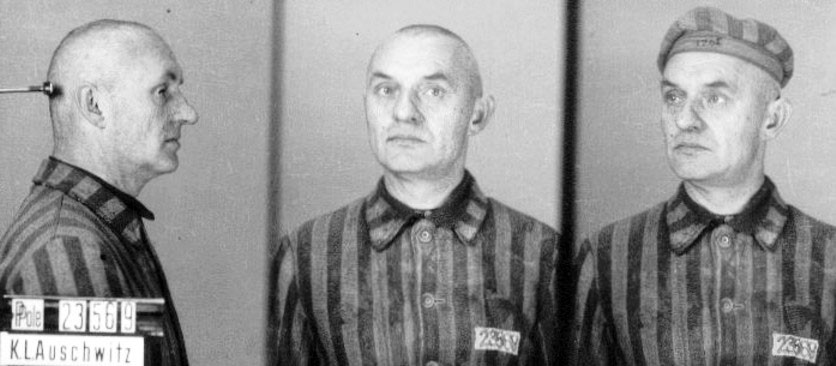
Jan Karcz jako więzień KL Auschwitz

W czasie okupacji podjął walkę konspiracyjną (ps. „Jan”). Wstąpił do tajnej Organizacji Orła Białego działającej na terenie Krakowa. Wraz z nią przeszedł do Związku Walki Zbrojnej (Okręg Krakowski). Na początku 1941 został przypadkowo aresztowany w łapance w Tarnowie. Początkowo więziony w Lublinie w więzieniu na Zamku, w dniu 27 listopada 1941 przywieziony do niemieckiego obozu koncentracyjnego Auschwitz–Birkenau.
Osadzony jako więzień polityczny – Polak (P.Pole) z numerem 23569, również tam Jan Karcz nie złożył broni. Wstąpił do konspiracyjnego Związku Organizacji Wojskowej, założonego w obozie Auschwitz przez rtm. Witolda Pileckiego. Prawdopodobnie w grudniu 1941 został wydany przez zdrajcę obozowemu Gestapo. Po przejściu okrutnego przesłuchania w bunkrze bloku 11 został osadzony w karnej kompanii i skierowany do obozu w Birkenau. Tam założył płk Jan Karcz ekspozyturę ZOW i kierował nią do stycznia 1943 roku. 23 stycznia został powtórnie osadzony w bunkrze bloku 11 i 25 stycznia rozstrzelany pod Ścianą Straceń, a jego ciało spalone w krematorium.
11 listopada 1969 roku Prezydent RP, August Zaleski mianował go pośmiertnie generałem brygady.

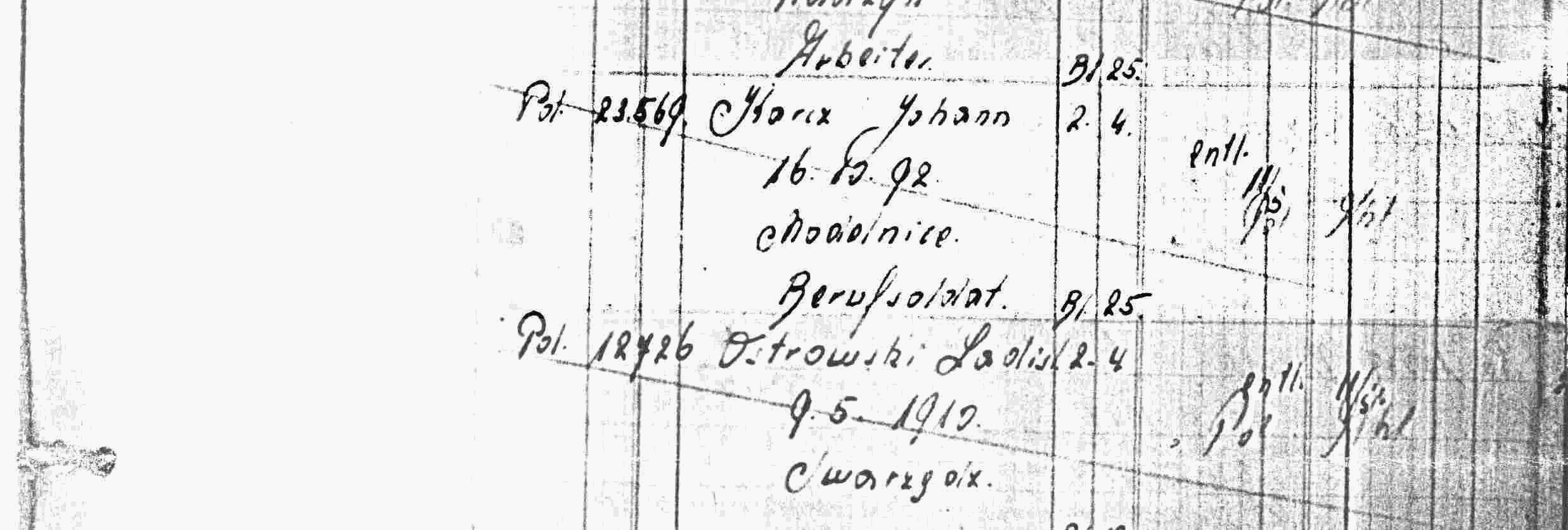
Wycinek z Książki bunkra

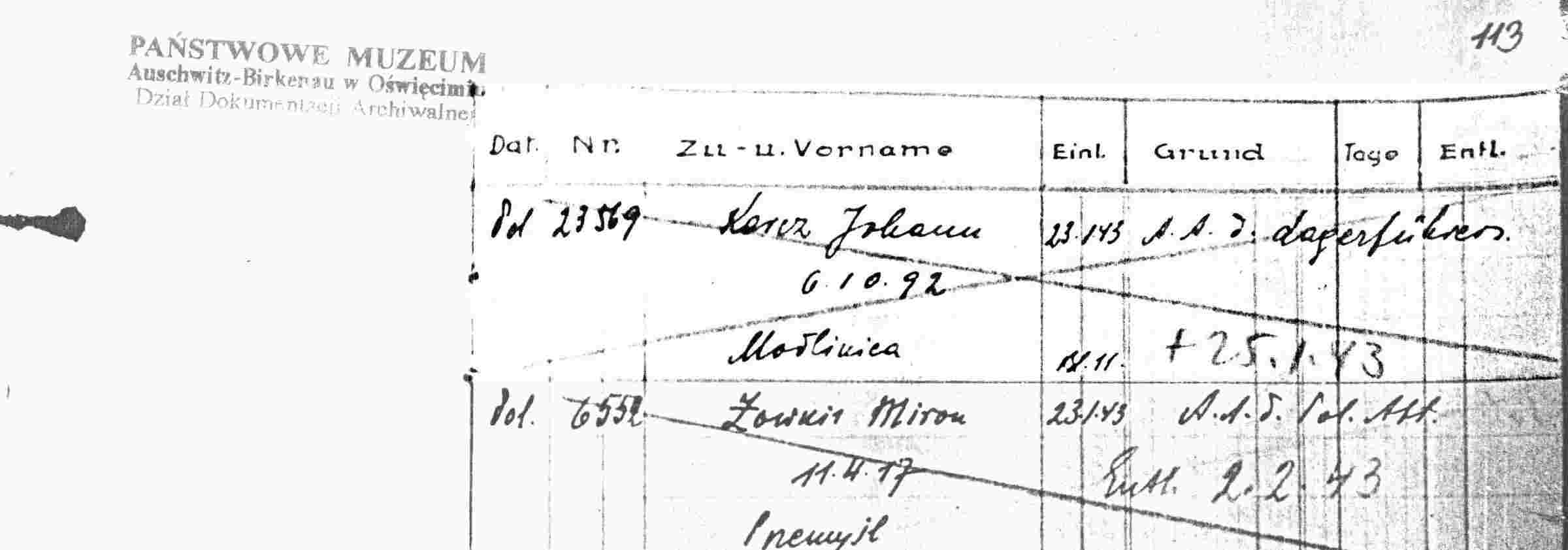
Wycinek z Książki bunkra

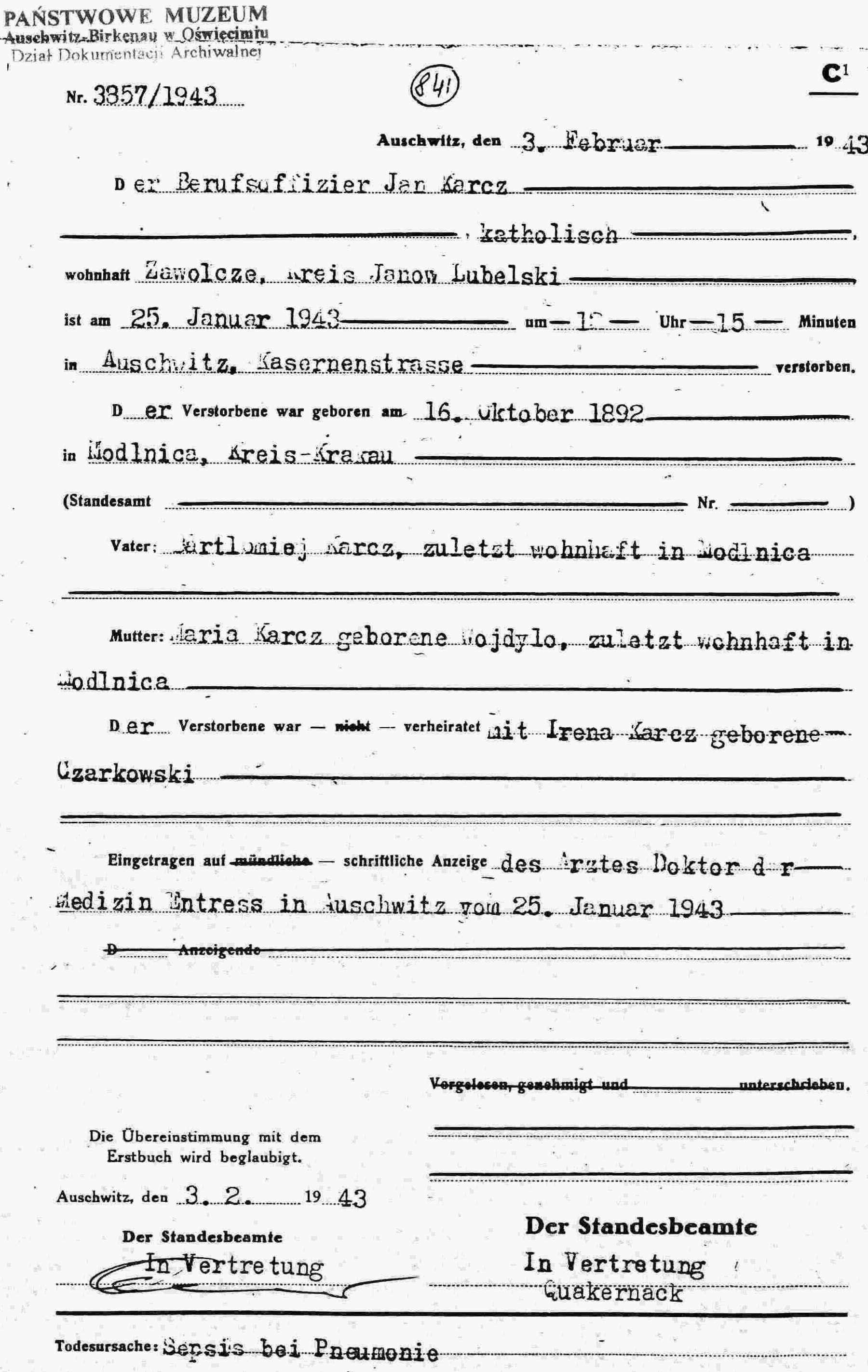
Świadectwo zgonu

## Awanse
- chorąży – 1 maja 1915
- podporucznik – 1 stycznia 1916
- porucznik – 1 lutego 1918
- rotmistrz – 13 kwietnia 1920
- major – 3 maja 1922 ze starszeństwem dniem 1 czerwca 1919
- podpułkownik – 1 stycznia 1927
- pułkownik dyplomowany – 1 stycznia 1931
- generał brygady – 11 listopada 1969 (pośmiertnie)

## Ordery i odznaczenia
- Krzyż Srebrny Orderu Wojskowego Virtuti Militari (30 czerwca 1921)[4][5]
- Krzyż Oficerski Orderu Odrodzenia Polski
- Krzyż Walecznych (czterokrotnie)[4]
- Złoty Krzyż Zasługi (10 listopada 1928)[6][4]
- Medal Pamiątkowy za Wojnę 1918–1921[4]
- Medal Dziesięciolecia Odzyskanej Niepodległości[4]
- Odznaka Sztabu Generalnego[7]
- Państwowa Odznaka Sportowa[8]
- Order Krzyża Orła III klasy (1936, Estonia)[9]
- Krzyż Komandorski Orderu Trzech Gwiazd (Łotwa, 1934)[10]
- Krzyż Oficerski Orderu Gwiazdy Rumunii (Rumunia)[4]
- Medal 10 Rocznicy Wojny Niepodległościowej (Łotwa)